# Parogovia sironoides
Espèce
Parogovia sironoides est une espèce d'opilions cyphophthalmes de la famille des Neogoveidae.

## Distribution
Cette espèce est endémique de Bioko en Guinée équatoriale.

## Description
Le mâle holotype mesure 2,46 mm et la femelle paratype 2,48 mm.

## Publication originale
- Hansen, 1921 : « The Pedipalpi, Ricinulei, and Opiliones (exc. Op. Laniatores) collected by Mr. Leonardo Fea in tropical West Africa and adjacent Islands. » Studies on Arthropoda I., p. 5-55 (texte intégral).